# Anna Benning
Anna Benning (* 1. März 1988 in Schweinfurt) ist eine deutschsprachige Schriftstellerin, die Fantasyromane für junge Erwachsene schreibt.

## Leben
Anna Benning absolvierte ihren Bachelor of Arts in Germanistik und Europäischer Literatur an der Johannes Gutenberg-Universität Mainz sowie ihren Master of Arts in Literaturwissenschaft und Literaturvermittlung an der Otto-Friedrich-Universität in Bamberg. Nach Stationen als Buchrezensentin und Aushilfsbuchhändlerin arbeitete sie mehrere Jahre als Lektorin in einem Verlag.

## Literarisches Wirken
Anna Bennings Debüt, die Vortex-Trilogie, handelt von der 17-jährigen Elaine Collins, die im Jahr 2099 im dystopischen Neu-London zur Vortexläuferin ausgebildet wird. Band 1 und 2 der Reihe erschienen 2020 im Verlag Fischer KJB. Band 3, aus dem Jahr 2021, kam auf die Spiegel-Bestsellerliste. Im Jahr 2022 veröffentlichte Anna Benning mit Dark Sigils ihre zweiten Fantasy-Reihe. Band 1 schaffte es auf Platz 8 der Spiegel-Bestsellerliste. Band 2, erschienen am 24. Mai 2023, stieg auf Platz 6 ein und Band 3, erschienen am 13. März 2024, auf Platz 2.

## Auszeichnungen
- 2020 Ulmer Unke (Alter 13+) für Vortex. Der Tag, an dem die Welt zerriss[7]
- 2020 Buchsommer-Leserpreis für Vortex. Der Tag, an dem die Welt zerriss[8]
- 2022 Lovelybooks Community Award, Platz 3 (Kategorie: Jugendbuch Fantasy) für Dark Sigils. Was die Magie verlangt[9]
- 2023 Ulmer Unke (Alter 13+) für Dark Sigils. Was die Magie verlangt[10]

## Werke
Vortex
- Vortex. Der Tag, an dem die Welt zerriss. Fischer KJB, Frankfurt 2020. ISBN 978-3-7373-4186-8
- Vortex. Das Mädchen, das die Zeit durchbrach.  Fischer KJB, Frankfurt 2020. ISBN 978-3-7373-4187-5
- Vortex. Die Liebe, die den Anfang brachte.  Fischer KJB, Frankfurt 2021. ISBN 978-3-7373-4188-2

Dark Sigils
- Dark Sigils. Was die Magie verlangt.  Fischer KJB, Frankfurt 2022. ISBN 978-3-7373-6200-9
- Dark Sigils. Wie die Dunkelheit befiehlt. Fischer KJB, Frankfurt 2023. ISBN 978-3-7373-6201-6
- Dark Sigils. Wen das Schicksal betrügt. Fischer KJB, Frankfurt 2024. ISBN 978-3-7373-6202-3